# Fuchsia jimenezii
Section
Espèce
Fuchsia jimenezii est une espèce de plantes à fleurs dicotylédones de la famille des Onagraceae. Ce fuchsia atypique se rencontre en Amérique centrale. C'est l'unique espèce de la section Jimenezia. C'en est par conséquent aussi l'espèce type.
Elle a été décrite en 1800 par les botanistes Dennis E. Breedlove (1939-2012), Paul Edward Berry et Peter Hamilton Raven. L'épithète spécifique jimenezii signifie « de Jimenez » en hommage au botaniste et agronome costaricain Alfonso Jimenez-Muñoz, de même que Jimenezia.

## Répartition géographique
Cette espèce est originaire du Costa Rica et de Panama.